# كلاوديا باز إي باز
كلاوديا باز إي باز بايلي (ولدت عام 1967) هي المدعي العام السابق لغواتيمالا. وقد تولت المنصب عام 2010 وكانت أول امرأة تشغل هذا المنصب.
باز إي باز هي في طليعة الكفاح من أجل تقديم المسؤولين عن انتهاكات حقوق الإنسان الجماعية إلى العدالة. ولأنها خبيرة في القانون الجنائي تحظى باحترام كبير ولها أكثر من 18 عاما من الخبرة، فقد حققت خطوات غير مسبوقة في مقاضاة الجريمة المنظمة والفساد وانتهاكات حقوق الإنسان.

## الحياة المهنية
[[ملف:Secretary Kerry Speaks With Guatemalan Attorney General Paz y Paz.jpg|تصغير| وزير الخارجية الأمريكي يتحدث جون كيري مع النائبة العامة الغواتيمالية باز إي باز خلال استراحة في اجتماعات منظمة الدول الأمريكية في أنتيجوا، غواتيمالا، في 4 يونيو 2013. صورة وزارة الخارجية / المجال العام
تمت الإشادة بباز إي باز على مقاومتها العدائية للجريمة المنظمة في غواتيمالا (مما أدى إلى انخفاض بنسبة 9 ٪ في الجريمة)، وتلقت لاحقًا العديد من التهديدات ضد حياتها. كما أنه تم ملاحظتها بمتابعة حقوق الإنسان، بما في ذلك قضايا بارزة ضد الرئيس السابق إفراين ريوس مونت ومقاضاة مجزرة دوس إيرز. في فترة توليها منصب المدعي العام، اكتسبت باز إي باز شهرة باعتبارها المدعية الأكثر حماسة وقد شهدتها أمريكا الوسطى منذ نهاية الحرب في منتصف التسعينيات. وهي أول موظف تنفيذي غواتيمالي على الإطلاق مسؤول إنفاذ القانون قد قدم إلى العدالة منتهكي حقوق الإنسان البارزين من حقبة الحرب الأهلية في غواتيمالا.
طوال الفترة المتبقية من ولايتها، وضعت كلاوديا سجلات عديدة. تم اعتقال المزيد من مهربي المخدرات في الأشهر الستة الأولى من ولايتها أكثر من العقد الماضي. وتحت قيادتها، تم القبض على خمسة من أكثر 10 مجرمين مطلوبين في غواتيمالا، وحُددت 10 مرات أكثر من حالات عنف ضد النساء والقتل من أي إدارة سابقة. وقال بلانكا هيرنانديز، أحد المدافعين عن حقوق الإنسان، الذي احتجز ابنه من قبل قوات الأمن ولم تره أسرته أبدًا بعد ذلك: «كانت كلاوديا باز إي باز مخلّصة لغواتيمالا. لقد رأينا أحكاما لم نفكر بها قط في بلدنا». . «تواجه الآن» ريوس مونت «اتهامات بالإبادة الجماعية. لقد كان عملها لا يصدق.»
باز إي باز عضوة نشطة في مبادرة قيادة العدالة.
مكتب واشنطن لأمريكا اللاتينية (WOLA) 
الدكتورة كلاوديا باز إي باز بيلي هي زميلة أولى في مكتب واشنطن لأمريكا اللاتينية (WOLA). وهي أخصائية في القانون الجنائي، وباحثة، وقاضية، قاضية عملت لأكثر من 18 عامًا لتعزيز نظام العدالة في غواتيمالا. باز إي باز هي أيضا حائزة على جائزة حقوق الإنسان من مكتب أمريكا اللاتينية (WOLA) لعام 2014، والتي تُكرم المنظمات أو الأفراد الذين كانوا مثاليين في رؤية مكتب واشنطن لأمريكا اللاتينية (WOLA)، للعالم حيث حقوق الإنسان والعدالة الاجتماعية هي أساس السياسة العامة.

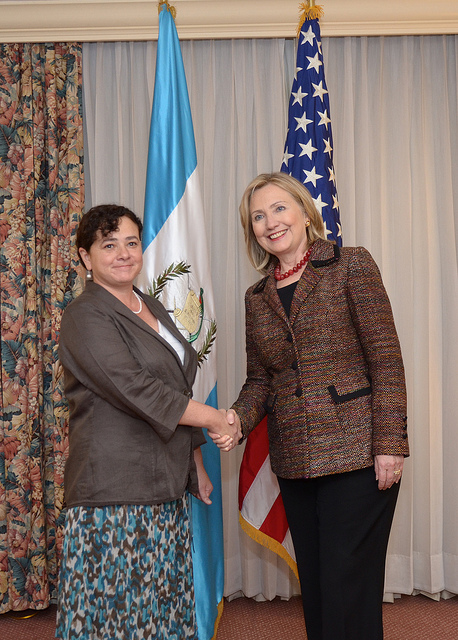
المدعية العامة لغواتيمالا ووزيرة الخارجية الأمريكية

## التقدير العالمي

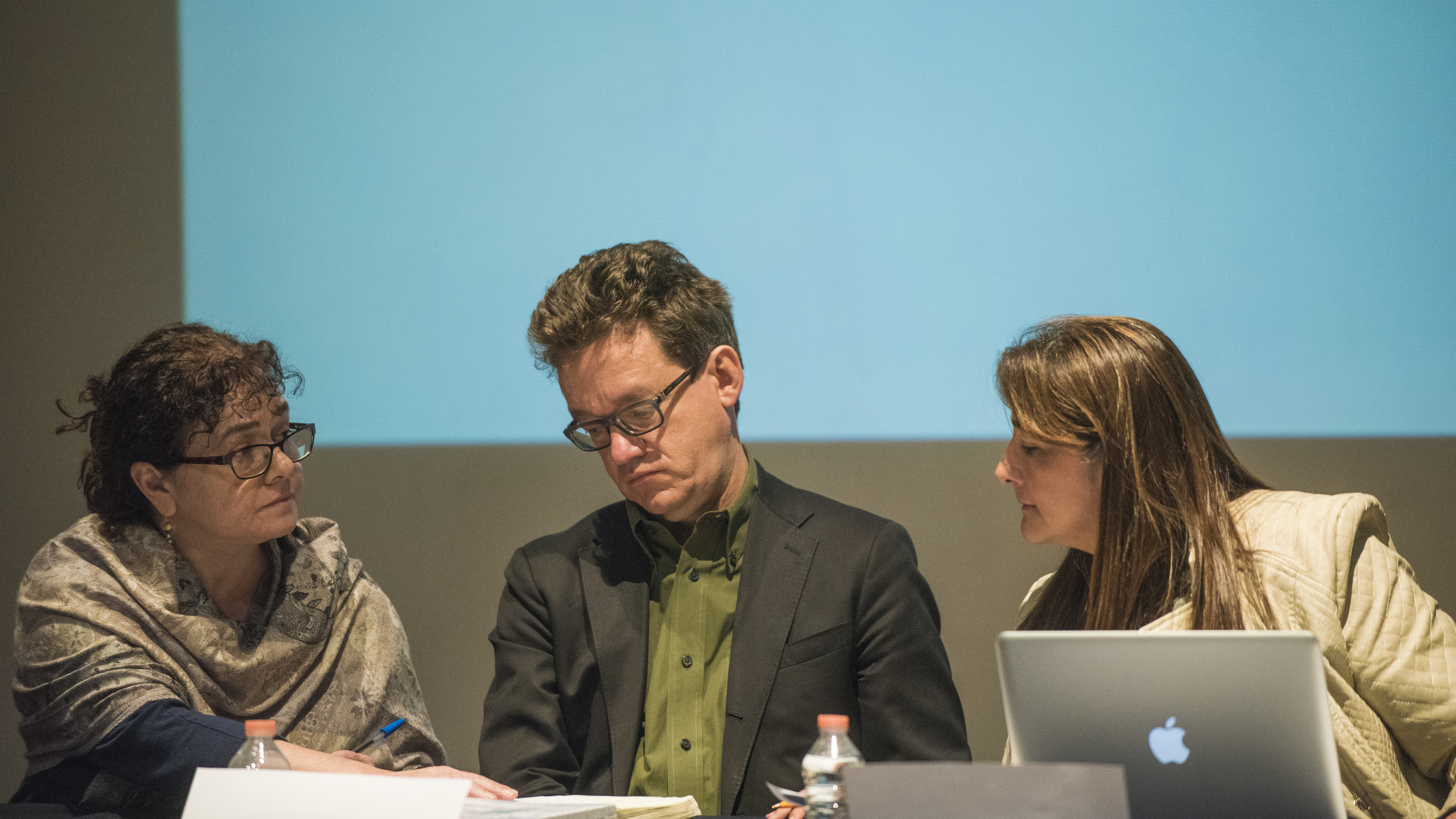
باز إي باز (يسار) مع زملائها الأعضاء جيي اليخاندرو فالنسيا (في الوسط) و أنجيلا ماريا بويتراغو (يمين)

في عام 2012، عينت فوربس باز إي باز واحدة من «النساء الخمس الأقوى في تغيير العالم». في عام 2013، حصلت باز إي باز على جائزة جوديث لي ستروناخ لحقوق الإنسان. كما اعتبرت باز إي باز أحد المرشحين البارزين لجائزة نوبل للسلام في عام 2013. وقد فازت منظمة حظر الأسلحة الكيميائية بالجائزة في نهاية المطاف.
في 15 ديسمبر 2011، عقدت المجموعة الدولية لمعالجة الأزمات حفل عشاء «السعي من أجل السلام». كانت كلاوديا باز إي باز واحدة من أربع نساء كرمتهن وزيرة الخارجية الأمريكية هيلاري كلينتون لتفانيهن في الترويج لمجتمعات سلمية وعادلة ومنفتحة في بعض أكثر مناطق العالم تضررا بالصراع.
في عام 2012، منحت جمعية دراسات أمريكا اللاتينية جائزة إلى كلاوديا باز إي باز في محاضرة لاسا اوكسفام أمريكا مارتن ديسكين التذكارية، والتي تكرم الأفراد المتميزين الذين يجمعون بين المنح الدراسية الصارمة والالتزام بحقوق النشاط.

## التعليم
- دكتوراه في القانون الجنائي وحقوق الإنسان، جامعة سالامانكا
- دكتوراه في القانون، جامعة رافائيل لانديفار
- دكتوراه فخرية، جامعة جورجتاون

## روابط خارجية
https://commons.wikimedia.org/wiki/Category:Claudia_Paz_y_Paz